# Duje (singel Albiny i Familji Kelmendi)
Duje – singel albańskiej piosenkarki Albiny Kelmendi wraz z zespołem Familja Kelmendi, złożonym z członków jej najbliższej rodziny, wydany cyfrowo 10 marca 2023 pod nakładem wytwórni Fole. Piosenkę skomponował Enis Mullaj, a tekst napisała Eriona Rushiti.
Utwór reprezentował Albanię w 67. Konkursie Piosenki Eurowizji (2023).

## Historia utworu
22 grudnia 2022 kompozycja wygrała w finale krajowych eliminacji eurowizyjnych Festivali i Këngës, dzięki czemu będzie reprezentowała Albanię w 67. Konkursie Piosenki Eurowizji w Liverpoolu.
Piosenka jest albańskojęzycznym utworem pop, opowiadającym historię walki rodziny o jedność w trudnych czasach. Została wydana jako wersja śpiewana na żywo podczas finałowego wieczoru Festivali i Këngës przez Acromax Media GmbH w serwisie Spotify 29 grudnia 2022, oraz w Apple Music 20 marca 2023. Odnowiona wersja, stworzona w celach wykonania w Konkursie Piosenki Eurowizji, została wydana jako singel przez Fole Publishing 10 marca 2023 roku.

## Lista utworów
| Digital download / media strumieniowe | Digital download / media strumieniowe | Digital download / media strumieniowe |
| Nr                                    | Tytuł utworu                          | Długość                               |
| ------------------------------------- | ------------------------------------- | ------------------------------------- |
| 1.                                    | „Duje”                                | 3:07                                  |

## Pozycje na listach
| Notowanie (2023)          | Najwyższa pozycja |
| ------------------------- | ----------------- |
| Finlandia (Spotify Viral) | 61                |